# Skoreyjar
Skoreyjar är öar i republiken Island.   De ligger i regionen Västlandet, i den västra delen av landet, 110 km norr om huvudstaden Reykjavík. Arean är 0,33 kvadratkilometer.
Terrängen på Skoreyjar är mycket platt. Öarnas högsta punkt är 14 meter över havet. De sträcker sig 0,8 kilometer i nord-sydlig riktning, och 0,9 kilometer i öst-västlig riktning.